# Józef Skrzetuski
Józef Skrzetuski herbu Jastrzębiec – podstoli bracławski w 1765 roku, podwojewodzi lwowski w latach 1759–1764, podczaszy przemyski w latach 1737–1752, podwojewodzi lwowski w latach 1735–1739, starosta rzeczycki i mogilnicki.
Był posłem na sejm 1740 roku z ziemi halickiej. Poseł ziemi halickiej na sejm 1744 roku. Poseł koronny na sejm 1748 roku z województwa inflanckiego. Poseł na sejm nadzwyczajny 1750 roku z ziemi halickiej. Poseł na sejm 1752 roku ziemi halickiej. Poseł na sejm 1754 roku z województwa podolskiego. Jako poseł województwa podolskiego 29 kwietnia 1761 roku zerwał sejm nadzwyczajny. Poseł na sejm 1762 roku z województwa podolskiego.